# Italcementi
Italcementi Group (произносится Италчементи групп) — итальянская цементная компания, пятый в мире производитель цемента. Штаб-квартира компании расположена в Бергамо.
Основана в 1864 году.

## Собственники и руководство
Основным владельцем была миланская компания Italmobiliare (60,26 % акций), в свободном обращении находилось 37,60 % акций.
Президент — Джампиеро Пезенти (Giampiero Pesenti).
28 июля 2015 года группа компаний HeidelbergCement AG объявила о заключении договора покупки ценных бумаг с холдингом Italmobiliare S.p.A. Цена покупки составила 10,60 евро за 1 акцию Italcementi, а общая стоимость 45-процентной доли — около 1,67 млрд евро.

## Деятельность
Основана в 1864 году. После покупки в 1982 году Ciments Francais вошла в список крупнейших в мире цементных компаний, укрепляя свои позиции покупкой цементных заводов в других странах.
В состав компании входит 63 цементных завода, 15 шлифовочных центров, пять терминалов, 134 карьера, 613 бетонных заводов в 22 странах.
В начале апреля 2008 года компания договорилась о продаже российскому «Сибирскому цементу» своего турецкого цементного подразделения Set Group (в него входит четыре цементных завода проектной мощностью 5 млн т в год, сеть бетонных заводов и терминал по перевалке цемента в порту Амбарли в Стамбуле). Сумма сделки составит 600 млн евро, причём часть была оплачена акциями «Сибирского цемента».
Численность персонала — 23,5 тыс. человек (2007 год). Выручка в 2007 году составила 6 млрд евро., чистая прибыль — 612,5 млн евро.